# Nová Ves nad Popelkou
Nová Ves nad Popelkou település Csehországban, Semilyi járásban. Nová Ves nad Popelkou Bělá, Syřenov, Libštát, Lomnice nad Popelkou és Stará Paka településekkel határos. Lakosainak száma 679 fő (2024. január 1.).

## Népesség
A település lakosságának változását az alábbi diagram mutatja:
| Lakosok száma | 1422 | 1251 | 1132 | 801  | 696  | 620  | 662  | 653  | 625  | 679  |
|               | 1869 | 1900 | 1921 | 1961 | 1980 | 2011 | 2016 | 2019 | 2021 | 2024 |